# Euphrasia minima
Euphrasia minima är en snyltrotsväxtart. Euphrasia minima ingår i släktet ögontröster, och familjen snyltrotsväxter.

## Underarter
Arten delas in i följande underarter:
- E. m. davisii
- E. m. font-queri
- E. m. masclansii
- E. m. minima
- E. m. pulchella
- E. m. sicardii
- E. m. drosocalyx

## Bildgalleri

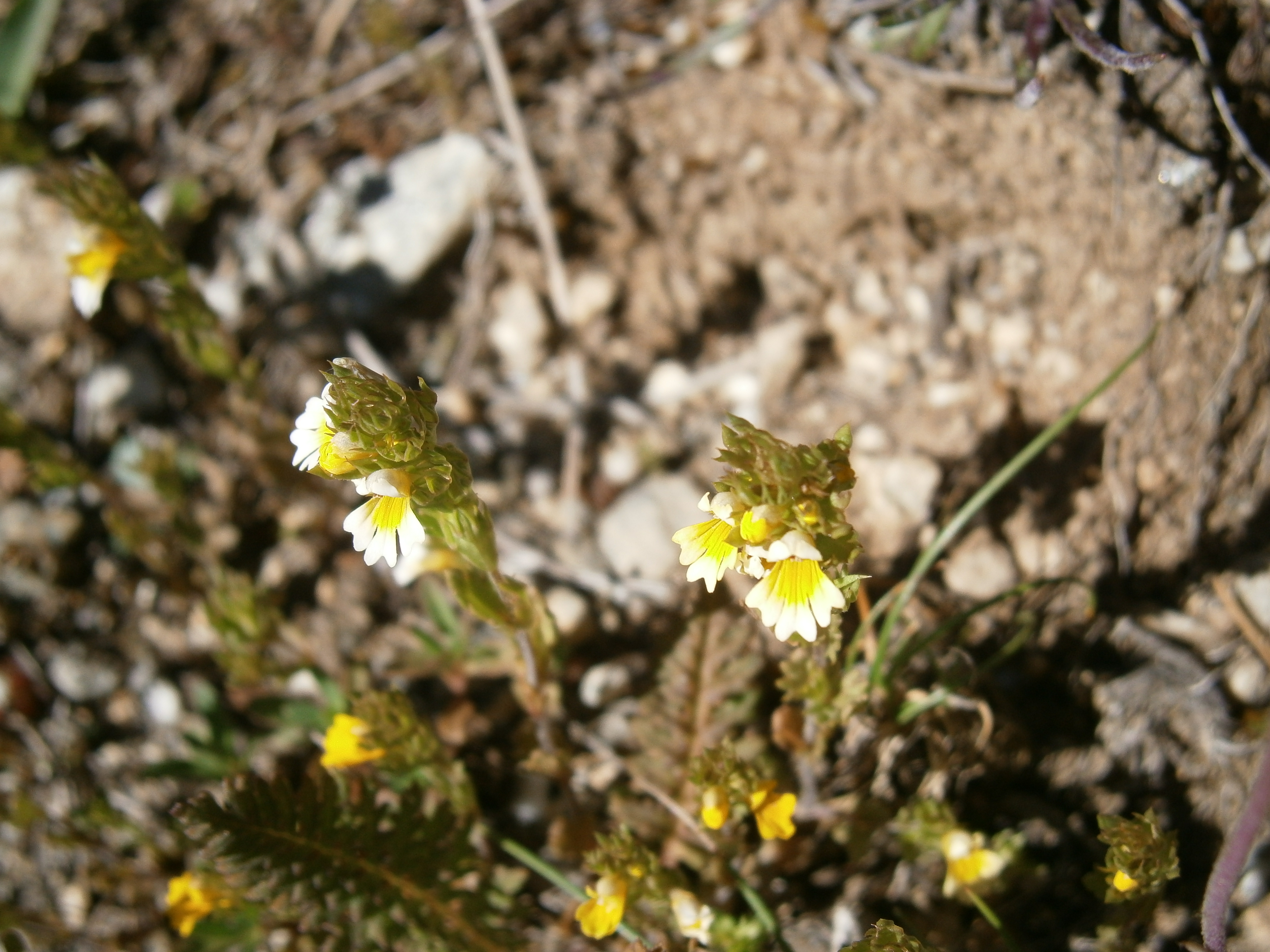
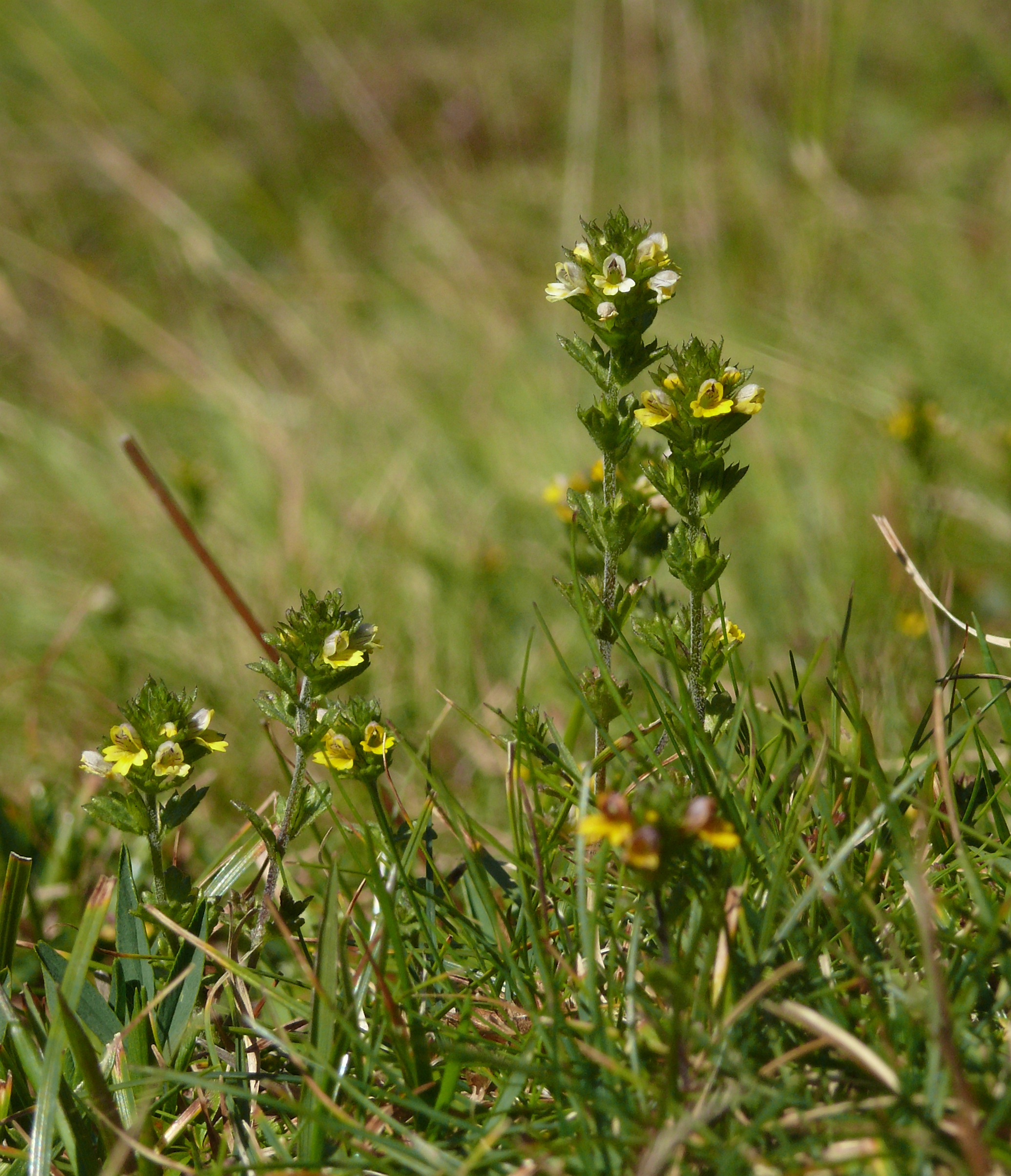
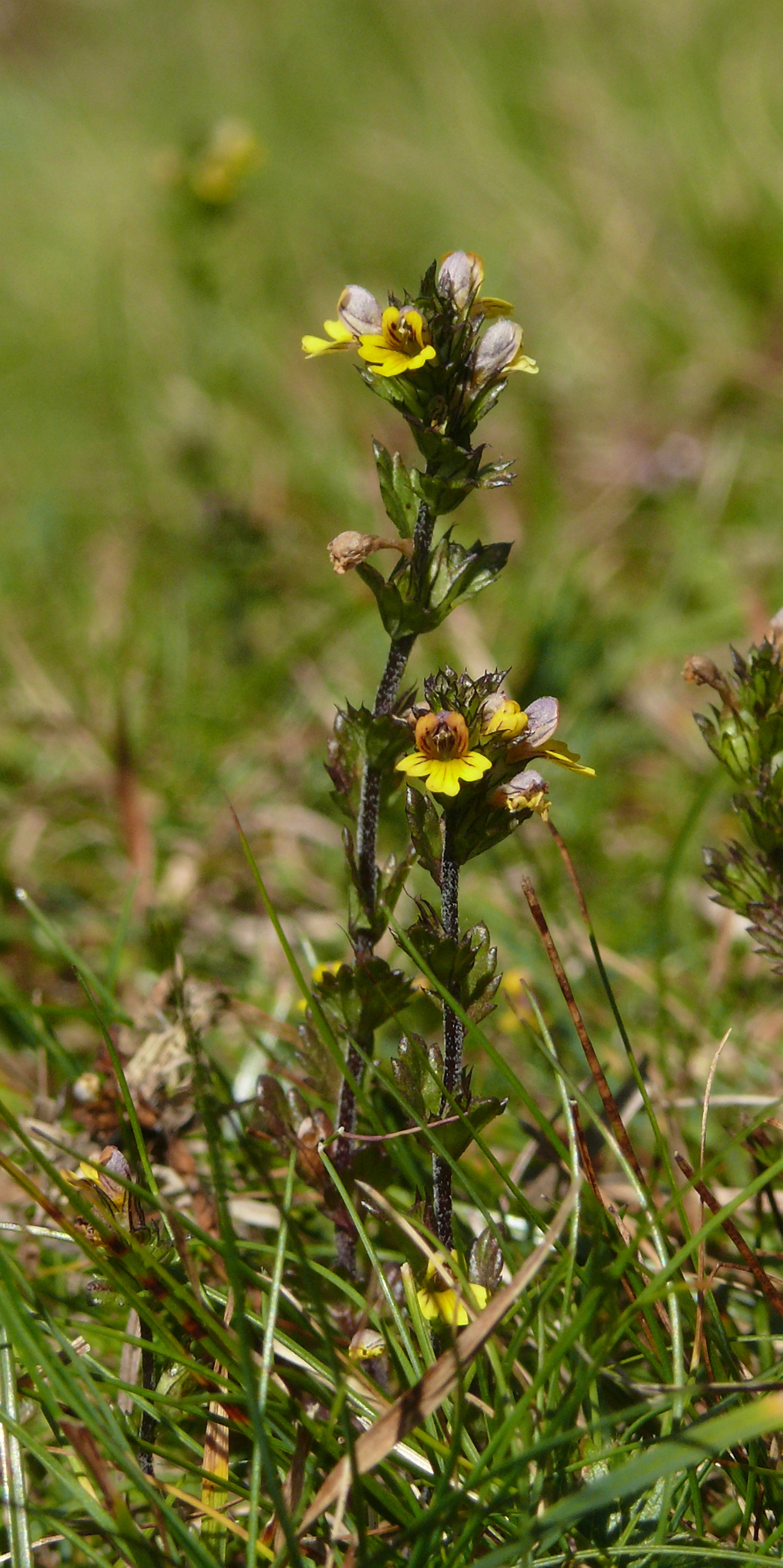
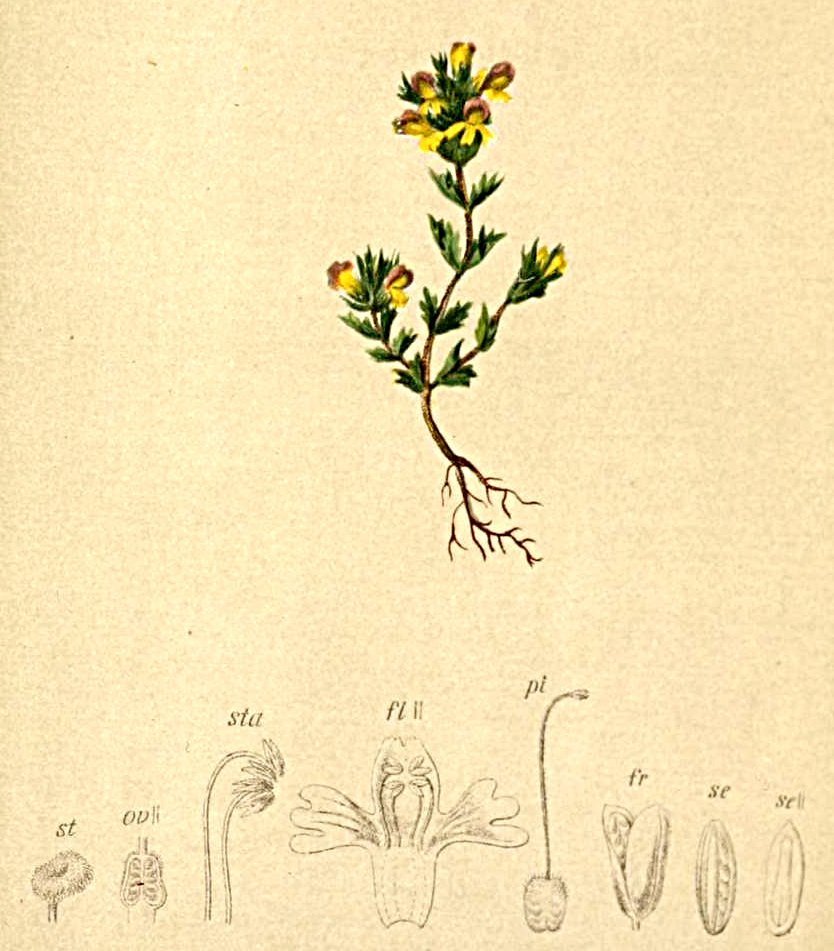
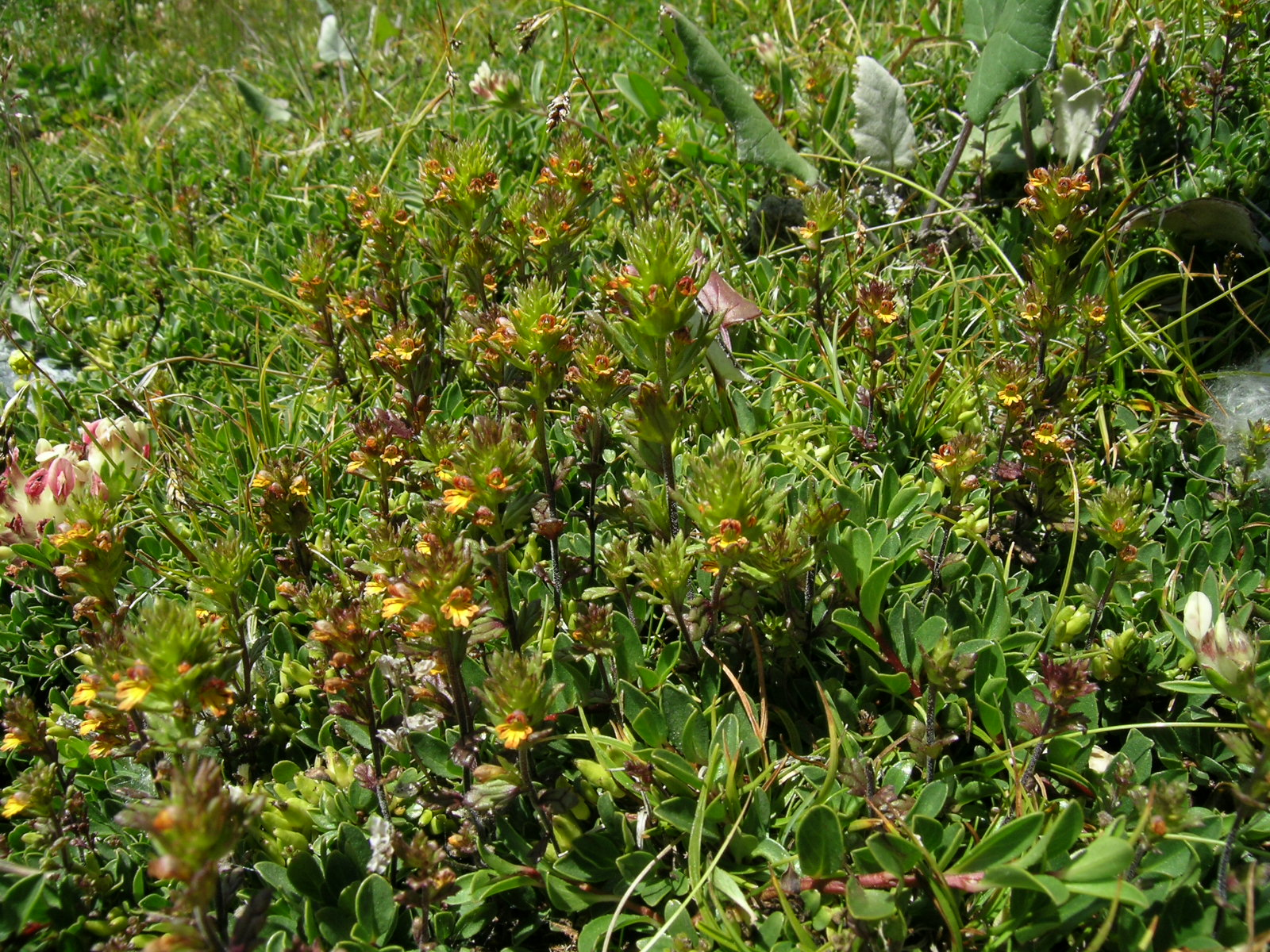
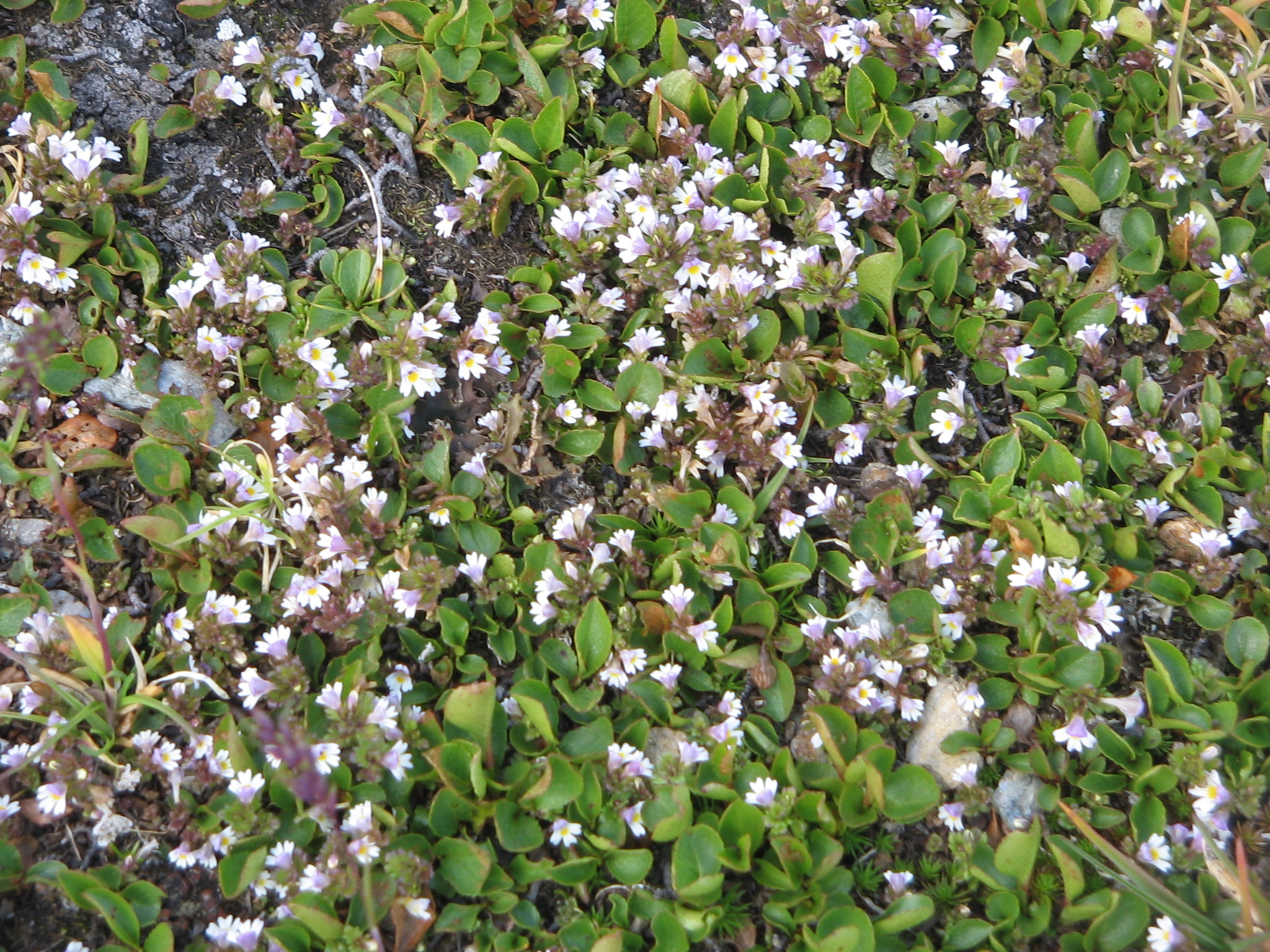